# Sledgehammer (Fifth Harmony)
Sledgehammer è un singolo del gruppo musicale statunitense Fifth Harmony, pubblicato il 28 ottobre 2014 come secondo estratto dal primo album in studio Reflection.

## Descrizione
Il brano è stato scritto da Sean Douglas, Meghan Trainor insieme a Jonas Jeberg, e la produzione è stata affidata a quest'ultimo.

## Promozione
Il 9 novembre 2014, la band si esibisce per la prima volta con Sledgehammer al pre-show della cerimonia annuale degli MTV Europe Music Awards 2014. Il 12 novembre 2014, le ragazze si esibiscono al Good Morning America e la stessa settimana si esibiscono con una versione acustica del brano per l'Access Hollywood Live. Quasi un mese dopo, il gruppo esegue in una versione jazz della canzone in un programma mattiniero di VH1. Il 31 dicembre, in diretta da Miami, si sono esibite con il singolo anche al programma New Year's Revolution organizzato dal rapper Pitbull, e si sono esibite anche con il loro precedente singolo Boss.
Per promuovere il loro album, il gruppo ha eseguito il brano anche al Today Show, per poi essere eseguito nuovamente all'Ellen Show il 25 febbraio 2015. Inoltre, la canzone è stata compresa nella scaletta del loro primo tour mondiale The Reflection Tour.

## Video musicale
Il video musicale, diretto da Fatima Robinson, è stato reso disponibile il 25 novembre 2015, tuttavia un video dietro le quinte della realizzazione del video è stato pubblicato da MTV quattro giorni prima.

## Tracce
Testi e musiche di Jonas Jeberg, Meghan Trainor e Sean Douglas.
CD promozionale (Stati Uniti)
1. Sledgehammer (Main) – 3:52
2. Sledgehammer (Instrumental) – 3:52

## Formazione
Musicisti
- Fifth Harmony – voci, cori
- Meghan Trainor – cori aggiuntivi
- Jonas Jeberg – strumentazione

Produzione
- Jonas Jeberg – produzione, produzione vocale, ingegneria del suono
- Harvey Mason, Jr. – produzione vocale
- Andrew Hey – ingegneria del suono
- Jaycen Joshua – missaggio
- Ryan Kaul – assistenza al missaggio
- Maddox Chhimm – assistenza al missaggio

## Successo commerciale
Sledgehammer ha debuttato alla 93ª posizione della classifica statunitense nella pubblicazione del 4 dicembre 2014, per poi diventare il primo singolo del gruppo a raggiungere la top fourty nel paese grazie a 85 000 copie digitali.

## Classifiche
| Classifica (2014-15) | Posizione massima |
| -------------------- | ----------------- |
| Australia            | 88                |
| Belgio (Fiandre)     | 99                |
| Belgio (Vallonia)    | 71                |
| Canada               | 63                |
| Irlanda              | 83                |
| Nuova Zelanda        | 36                |
| Slovacchia           | 30                |
| Stati Uniti          | 40                |
| Svezia               | 75                |